# II конференция РСДРП
II конференция Росси́йской социа́л-демократи́ческой рабо́чей па́ртии — проходила в городе Таммерфорс (фин. Tammersfors) Финляндия с (3 [16] ноября 1906 — 07 [20] декабря 1906). На конференции присутствовало 32 делегата, в том числе: 6 большевиков, 8 социал-демократов, 11 меньшевиков, 7 бундовцев. Присутствовали с правом совещательного голоса члены ЦК РСДРП и редакции Центрального органа

## Порядок дня
- 1. Избирательная кампания.
- 2. Партийный съезд.
- 3. Рабочий съезд.

Планировалось обсудить, но не обсуждались вопросы:
- 4. Борьба с чёрной сотней и погромами.
- 5. Партизанские выступления